# Är det så här när man är kär
Är det så här när man är kär är en svenskspråkig sång, skriven av Gösta Rybrant och Sven Goon, och ursprungligen inspelad i Stockholm i november 1937 av Sven-Olof Sandberg med orkester (Willard Ringstrands orkester), som hade en framgång med den 1938. Den utgavs på 78-varvaren Sonora 3331 i Sverige och på 78-varvaren Telefunken T-8134 i Norge. Låten spelades också in av Carin Swensson 1978 på albumet Bondkomikerns dotter.
Den 15 oktober 1994 framfördes låten av Bert Ljung och övriga i den fiktiva pop-/rockgruppen Heman Hunters, i avsnittet Erik the Great i Bert-serien. I samband med detta gavs denna inspelning ut på Berts bästa betraktelser 1994.

## Övrigt

### Handling
Sångtexten handlar om en 15-årig tjej som heter Ellinor och är kär i en kille som ibland bjuder henne på bio och tar henne i hand då det blir mörkt, men killen gillar även en som heter Marianne och gick ut med henne den senaste måndagen.

### I Bert-serien
I Bert-serien framför Heman Hunters sången, på en gala där de samlar in pengar till en klassresa. För att ge yngre en känsla av att sången är gammal säger Bert före spelningen att han hört den på en skiva hemma hos sin mormor. Publiken gillar framträdandet, men inte Klimpen som vill förstöra spelningen. Först låser han in Bert och Åke på toaletten, men de lyckas ta sig ur. Då Heman Hunters framför sången springer Klimpen till slut fram och tar musikinstrumenten från bandmedlemmarna och börjar istället sjunga en "egen sång" om Bellman.

### Fotnoter
1. ↑  ”Är det så här när man är kär”. Svensk mediedatabas. 25 februari 1938. http://smdb.kb.se/catalog/id/000101690. Läst 23 mars 2011.
2. ↑  ”Bondkomikerns dotter”. Svensk mediedatabas. 25 februari 1978. http://smdb.kb.se/catalog/id/001886051. Läst 23 mars 2011.
3. ↑  ”Berts bästa betraktelser”. Svensk mediedatabas. 25 februari 1994. http://smdb.kb.se/catalog/id/001506879. Läst 23 mars 2011.